# بنجامين س. ستارك
بنجامين س. ستارك (بالإنجليزية: Benjamin C. Stark)‏ هو مهندس أمريكي، ولد في 22 نوفمبر 1949 في ميشيغان في الولايات المتحدة.